# Eriachne triseta
Eriachne triseta är en gräsart som beskrevs av Christian Gottfried Daniel Nees von Esenbeck och Ernst Gottlieb von Steudel. Eriachne triseta ingår i släktet Eriachne och familjen gräs. Inga underarter finns listade i Catalogue of Life.